# Epignoma stami
Epignoma stami är en insektsart som beskrevs av Irena Dworakowska 1974. Epignoma stami ingår i släktet Epignoma och familjen dvärgstritar.
Artens utbredningsområde är Kongo. Inga underarter finns listade i Catalogue of Life.